# سفره‌ماهی خفاشی
سفره‌ماهی خفاشی (نام علمی: Myliobatis californica) نام یک گونه از تیره سفره‌ماهی است.